# Марк Ліциній Красс (квестор)
Марк Ліциній Красс (*Mapcus Licinius Crassus, 86 до н. е. —після 49 до н. е.) — політичний та військовий діяч Римської республіки.

## Життєпис
Походив з впливового роду Ліциніїв. Син Марка Красса, консула 70 та 55 років до н. е.
У 60 році до н. е. був обраний до колегії понтифіків. У 57 році до н. е. брав участь у розгляді релігійної заборони, накладеної на будинок Цицерона . У 54 році до н. е. був квестором, а у 53 році до н. е. — проквестором Гая Цезаря в Галлії. Брав участь у першій експедиції Цезаря до Альбіона, згодом придушив повстання племені белловаків, захищав місто Самаробріва (сучасне місто Ам'єн), згодом очоливав один з підрозділів проти племені менапіїв.
З початком у 49 році до н. е. громадянської війни між Гаєм Цезарем та Гнеєм Помпеєм залишився вірним першому. Того ж року як легат Цезаря керував провінцією Цизальпійська Галлія. У 48 році до н. е. повернувся до Риму. Подальша доля не відома.

## Родина
Дружина — Цецилія Метелла
Діти:
- Марк Ліциній Красс, консул 30 року до н. е.